# بوبي تيت
بوبي تيت (بالإنجليزية: Bobby Tait)‏ هو لاعب كرة قدم بريطاني في مركز مهاجم داخلي، ولد في 4 أكتوبر 1938 في إدنبرة في المملكة المتحدة. لعب مع نادي أبردين ونادي بارو ونادي تشيسترفيلد ونوتس كاونتي.